# Teyssode
Teyssode (Teissòda en occitan) est une commune française située dans le sud-ouest du département du Tarn, en région Occitanie. Sur le plan historique et culturel, la commune est dans le Lauragais, l'ancien « Pays de Cocagne », lié à la fois à la culture du pastel et à l’abondance des productions, et de « grenier à blé du Languedoc ».
Exposée à un climat océanique altéré, elle est drainée par l'Agout, le ruisseau de la mouline et par divers autres petits cours d'eau. La commune possède un patrimoine naturel remarquable : un site Natura 2000 (Les « vallées du Tarn, de l'Aveyron, du Viaur, de l'Agout et du Gijou ») et deux zones naturelles d'intérêt écologique, faunistique et floristique.
Teyssode est une commune rurale qui compte 382 habitants en 2022, après avoir connu un pic de population de 1 163 habitants en 1841.  Ses habitants sont appelés les Teyssodais ou  Teyssodaises.

## Géographie

### Localisation
La commune de Teyssode est située au sud-est de Lavaur, ville la plus proche.

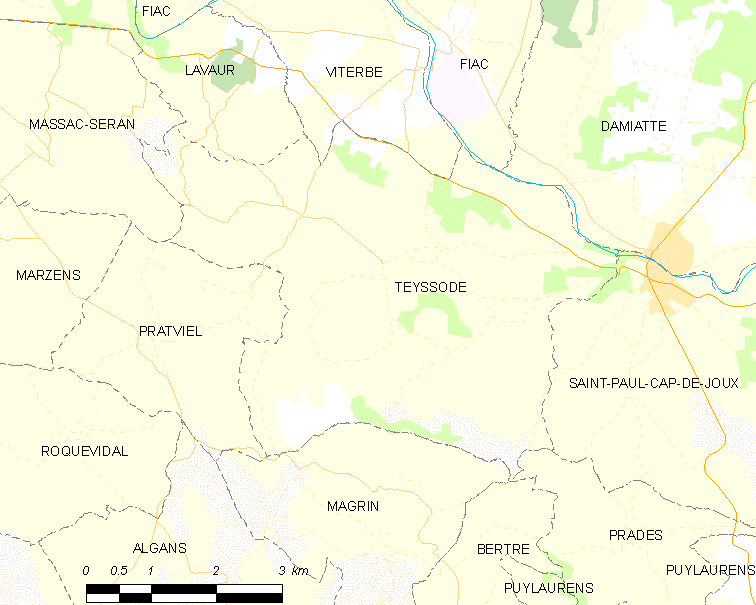
Situation de Teyssode.

### Communes limitrophes
| Lavaur       | Viterbe  | Fiac, Damiatte         |
| Massac-Séran | Teyssode | Saint-Paul-Cap-de-Joux |
| Pratviel     | Magrin   | Prades                 |

### Géologie et relief
La superficie de Teyssode est de 2 288 hectares. L'altitude de la commune varie de 127 à 327 mètres.
Teyssode se situe en zone de sismicité 1 (sismicité très faible).

### Hydrographie
La commune est dans le bassin de la Garonne, au sein du bassin hydrographique Adour-Garonne. Elle est drainée par l'Agout, le ruisseau de la mouline, le ruisseau de Mondou, le ruisseau de Nauzials, le ruisseau d'en Salvignol Bas, le ruisseau de Saint-André, le ruisseau de Scalibert et par divers petits cours d'eau, qui constituent un réseau hydrographique de 27 km de longueur totale,.
L'Agout, d'une longueur totale de 194,4 km, prend sa source dans la commune de Cambon-et-Salvergues et s'écoule d'est en ouest. Il traverse la commune et se jette dans le Tarn à Saint-Sulpice-la-Pointe, après avoir traversé 35 communes.

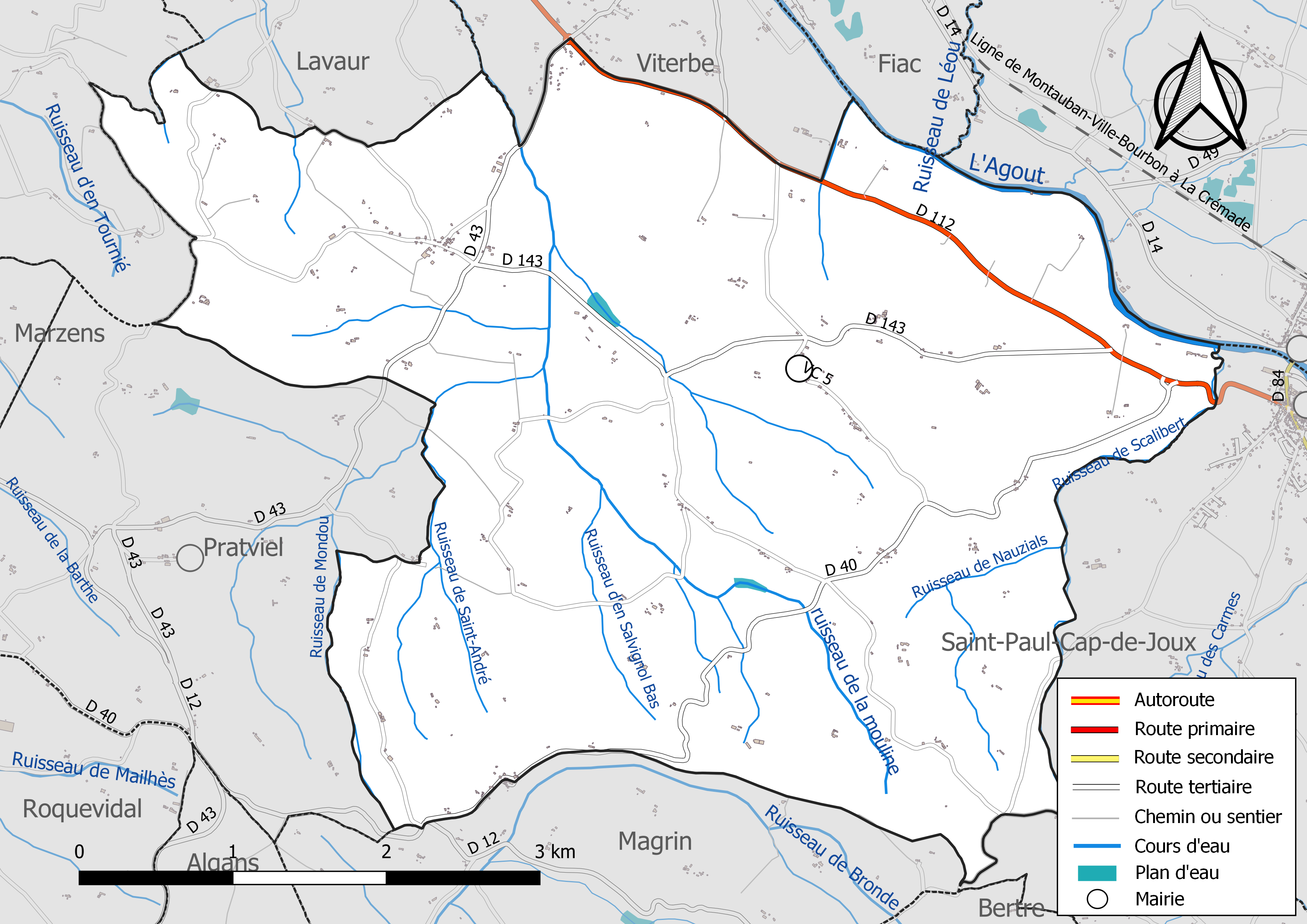
Réseaux hydrographique et routier de Teyssode.

### Climat
Pour des articles plus généraux, voir Climat de l'Occitanie et Climat du Tarn.
En 2010, le climat de la commune est de type climat du Bassin du Sud-Ouest, selon une étude du Centre national de la recherche scientifique s'appuyant sur une série de données couvrant la période 1971-2000. En 2020, Météo-France publie une typologie des climats de la France métropolitaine dans laquelle la commune est exposée à un climat océanique altéré et est dans la région climatique Aquitaine, Gascogne, caractérisée par une pluviométrie abondante au printemps, modérée en automne, un faible ensoleillement au printemps, un été chaud (19,5 °C), des vents faibles, des brouillards fréquents en automne et en hiver et des orages fréquents en été (15 à 20 jours).
Pour la période 1971-2000, la température annuelle moyenne est de 13,3 °C, avec une amplitude thermique annuelle de 15,7 °C. Le cumul annuel moyen de précipitations est de 788 mm, avec 10,3 jours de précipitations en janvier et 5,2 jours en juillet. Pour la période 1991-2020, la température moyenne annuelle observée sur la station météorologique de Météo-France la plus proche, « Lavaur », sur la commune de Lavaur à 11 km à vol d'oiseau, est de 13,6 °C et le cumul annuel moyen de précipitations est de 701,8 mm. 
La température maximale relevée sur cette station est de 42,6 °C, atteinte le 23 août 2023 ; la température minimale est de −18 °C, atteinte le 17 janvier 1987,,.
Les paramètres climatiques de la commune ont été estimés pour le milieu du siècle (2041-2070) selon différents scénarios d'émission de gaz à effet de serre à partir des nouvelles projections climatiques de référence DRIAS-2020. Ils sont consultables sur un site dédié publié par Météo-France en novembre 2022.

### Milieux naturels et biodiversité

#### Réseau Natura 2000

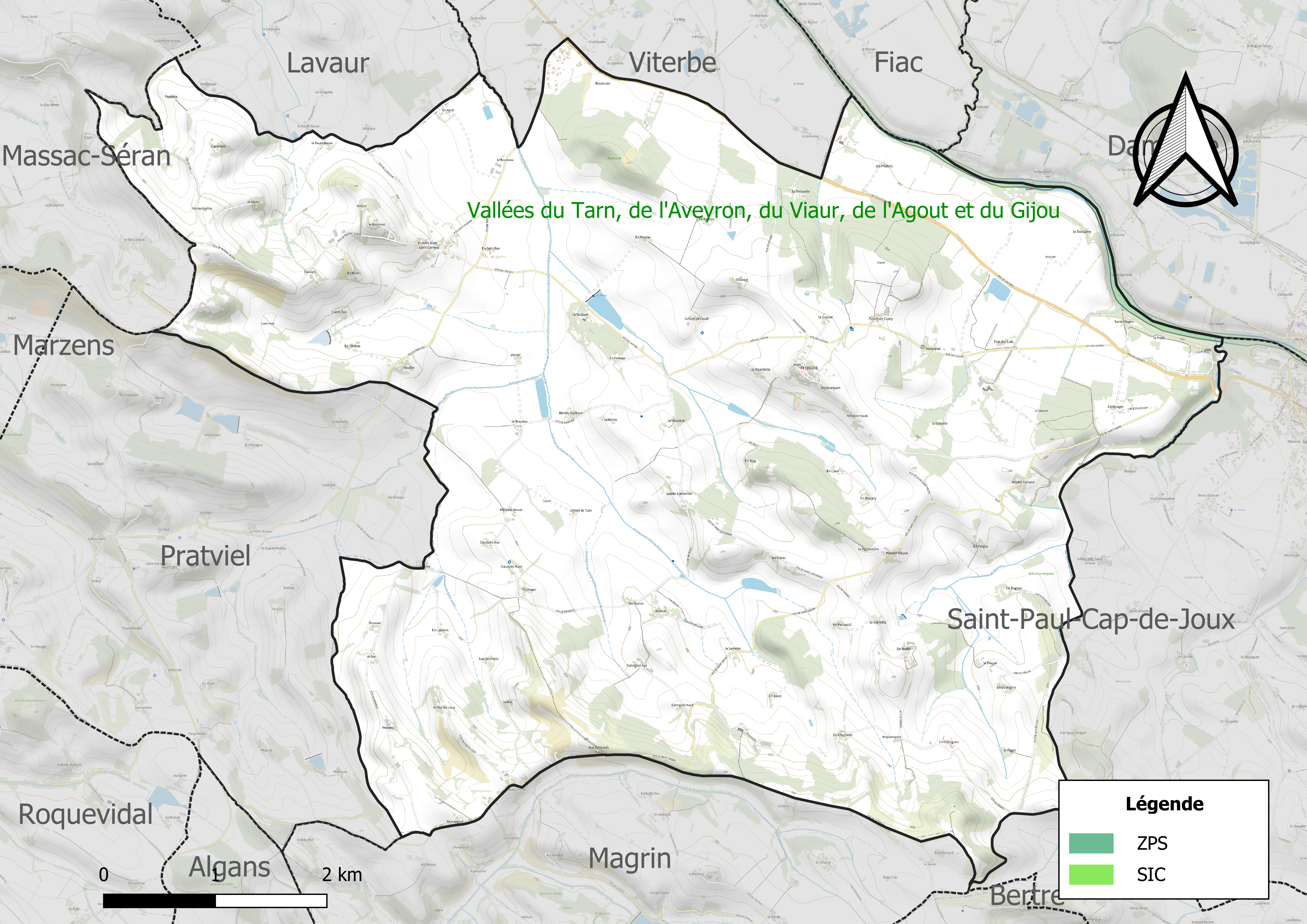
Site Natura 2000 sur le territoire communal.

Le réseau Natura 2000 est un réseau écologique européen de sites naturels d'intérêt écologique élaboré à partir des directives habitats et oiseaux, constitué de zones spéciales de conservation (ZSC) et de zones de protection spéciale (ZPS).
Un site Natura 2000 a été défini sur la commune au titre de la directive habitats : Les « vallées du Tarn, de l'Aveyron, du Viaur, de l'Agout et du Gijou », d'une superficie de 17 144 ha, s'étendant sur 136 communes dont 41 dans l'Aveyron, 8 en Haute-Garonne, 50 dans le Tarn et 37 dans le Tarn-et-Garonne. Elles présentent une très grande diversité d'habitats et d'espèces dans ce vaste réseau de cours d'eau et de gorges. La présence de la Loutre d'Europe et de la moule perlière d'eau douce est également d'un intérêt majeur.

#### Zones naturelles d'intérêt écologique, faunistique et floristique
L’inventaire des zones naturelles d'intérêt écologique, faunistique et floristique (ZNIEFF) a pour objectif de réaliser une couverture des zones les plus intéressantes sur le plan écologique, essentiellement dans la perspective d’améliorer la connaissance du patrimoine naturel national et de fournir aux différents décideurs un outil d’aide à la prise en compte de l’environnement dans l’aménagement du territoire.
Une ZNIEFF de type 1 est recensée sur la commune :
les « coteaux secs du Travers de Gamanel, du chateau d'Arpelle et de la butte Saint-Loup » (188 ha), couvrant 6 communes du département et une ZNIEFF de type 2, : 
les « rivières Agoût et Tarn de Burlats à Buzet-sur-Tarn » (1 364 ha), couvrant 24 communes du département.

Carte des ZNIEFF de type 1 et 2 à Teyssode.
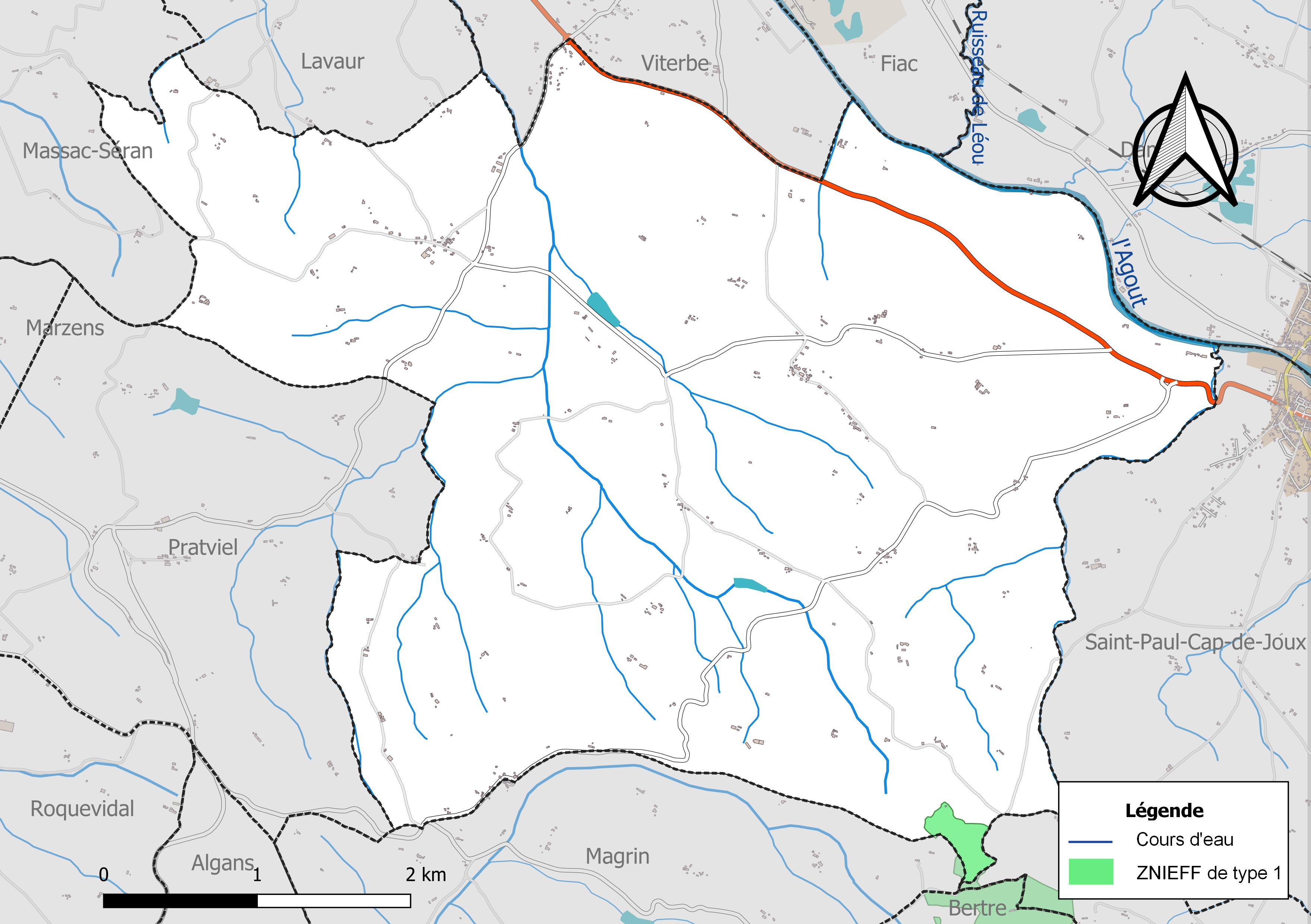
Carte de la ZNIEFF de type 1 sur la commune.
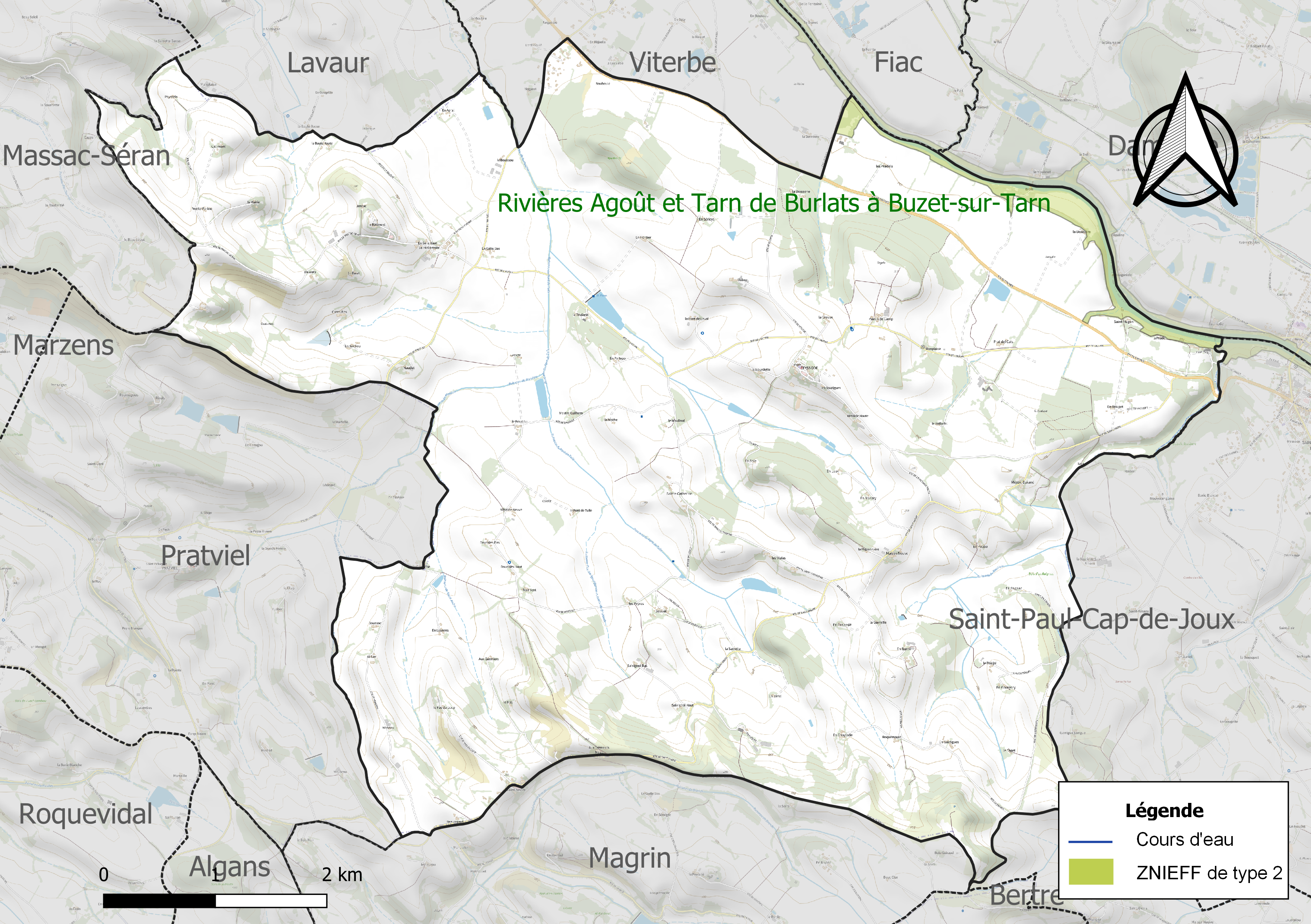
Carte de la ZNIEFF de type 2 sur la commune.

## Urbanisme

### Typologie
Au 1er janvier 2024, Teyssode est catégorisée commune rurale à habitat très dispersé, selon la nouvelle grille communale de densité à sept niveaux définie par l'Insee en 2022.
Elle est située hors unité urbaine et hors attraction des villes,.

### Occupation des sols
L'occupation des sols de la commune, telle qu'elle ressort de la base de données européenne d’occupation biophysique des sols Corine Land Cover (CLC), est marquée par l'importance des territoires agricoles (92,1 % en 2018), une proportion identique à celle de 1990 (92,1 %). La répartition détaillée en 2018 est la suivante : 
terres arables (84,1 %), forêts (7,9 %), zones agricoles hétérogènes (5 %), prairies (2,9 %). L'évolution de l’occupation des sols de la commune et de ses infrastructures peut être observée sur les différentes représentations cartographiques du territoire : la carte de Cassini (XVIIIe siècle), la carte d'état-major (1820-1866) et les cartes ou photos aériennes de l'IGN pour la période actuelle (1950 à aujourd'hui).

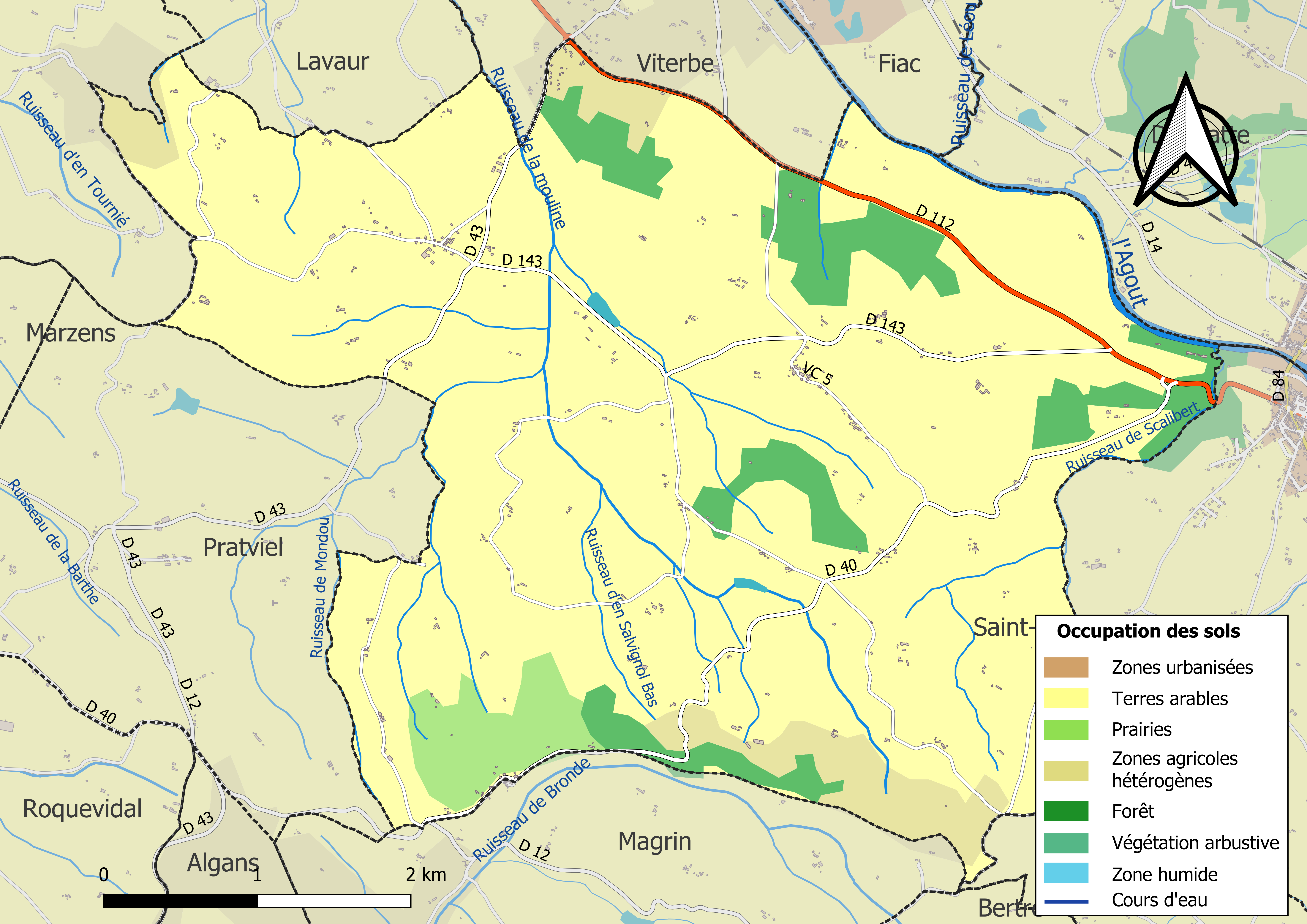
Carte des infrastructures et de l'occupation des sols de la commune en 2018 (CLC).

### Risques majeurs
Le territoire de la commune de Teyssode est vulnérable à différents aléas naturels : météorologiques (tempête, orage, neige, grand froid, canicule ou sécheresse), inondations, mouvements de terrains et séisme (sismicité très faible). Il est également exposé à deux risques technologiques,  le transport de matières dangereuses et la rupture d'un barrage. Un site publié par le BRGM permet d'évaluer simplement et rapidement les risques d'un bien localisé soit par son adresse soit par le numéro de sa parcelle.

#### Risques naturels
Certaines parties du territoire communal sont susceptibles d’être affectées par le risque d’inondation par débordement de cours d'eau, notamment l'Agout. La cartographie des zones inondables en ex-Midi-Pyrénées réalisée dans le cadre du XIe Contrat de plan État-région, visant à informer les citoyens et les décideurs sur le risque d’inondation, est accessible sur le site de la DREAL Occitanie. La commune a été reconnue en état de catastrophe naturelle au titre des dommages causés par les inondations et coulées de boue survenues en 1982, 1996 et 1999,.
Teyssode est exposée au risque de feu de forêt. En 2022, il n'existe pas de Plan de Prévention des Risques incendie de forêt (PPRif). Le débroussaillement aux abords des maisons constitue l’une des meilleures protections pour les particuliers contre le feu,.

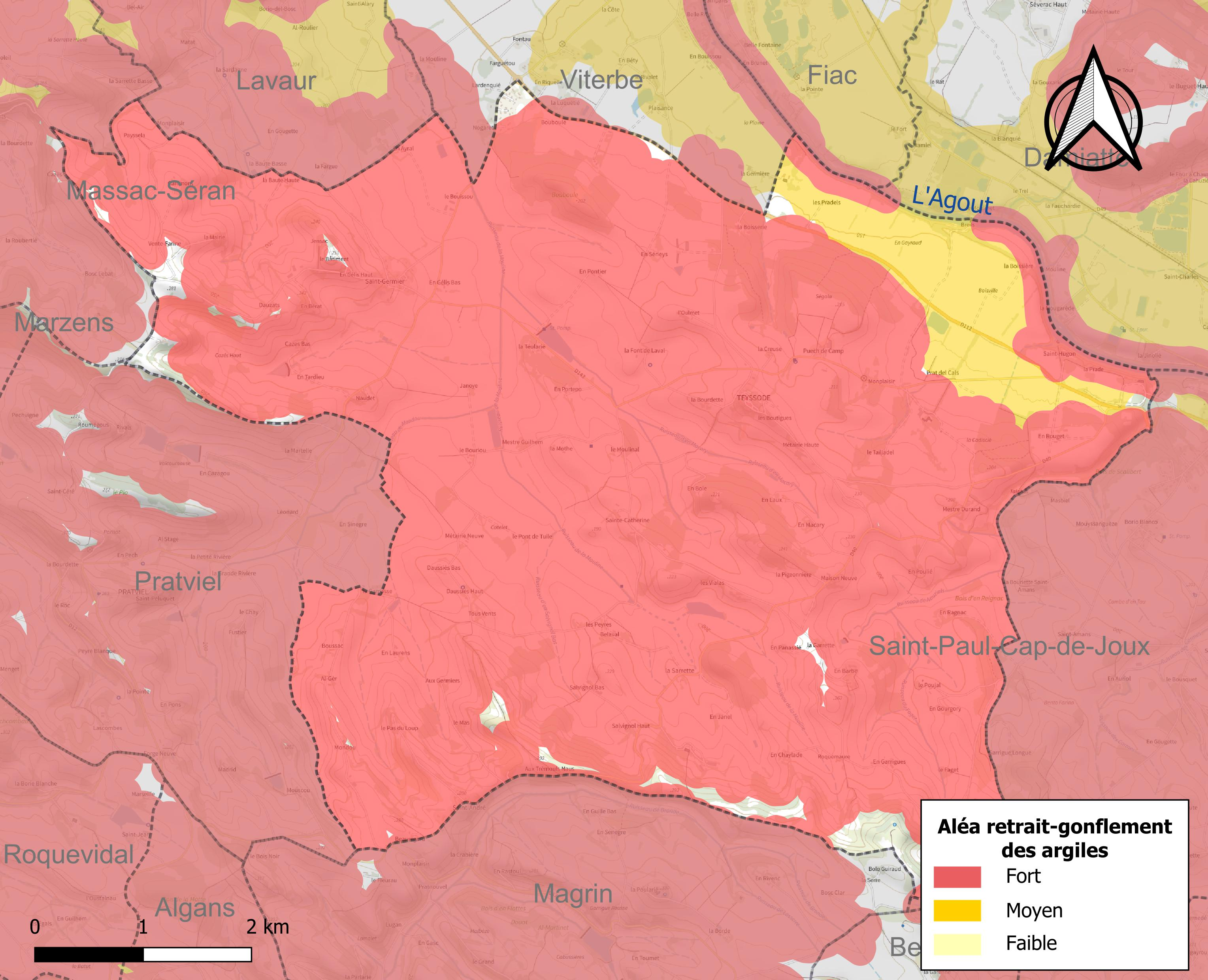
Carte des zones d'aléa retrait-gonflement des sols argileux de Teyssode.

La commune est vulnérable au risque de mouvements de terrains constitué principalement du retrait-gonflement des sols argileux. Cet aléa est susceptible d'engendrer des dommages importants aux bâtiments en cas d’alternance de périodes de sécheresse et de pluie. 97,5 % de la superficie communale est en aléa moyen ou fort (76,3 % au niveau départemental et 48,5 % au niveau national). Sur les 184 bâtiments dénombrés sur la commune en 2019, 173 sont en aléa moyen ou fort, soit 94 %, à comparer aux 90 % au niveau départemental et 54 % au niveau national. Une cartographie de l'exposition du territoire national au retrait gonflement des sols argileux est disponible sur le site du BRGM,.
Par ailleurs, afin de mieux appréhender le risque d’affaissement de terrain, l'inventaire national des cavités souterraines permet de localiser celles situées sur la commune.

#### Risques technologiques
Le risque de transport de matières dangereuses sur la commune est lié à sa traversée par des infrastructures routières ou ferroviaires importantes ou la présence d'une canalisation de transport d'hydrocarbures. Un accident se produisant sur de telles infrastructures est susceptible d’avoir des effets graves sur les biens, les personnes ou l'environnement, selon la nature du matériau transporté. Des dispositions d’urbanisme peuvent être préconisées en conséquence.
La commune est en outre située en aval d'un barrage de classe A. À ce titre elle est susceptible d’être touchée par l’onde de submersion consécutive à la rupture de cet ouvrage.

## Toponymie
Le nom de la commune viendrait du gallo-roman Taxo, mot désignant le blaireau.

## Histoire
Teyssode est sur l'emplacement d'un ancien oppidum romain.
En 1824, Teyssode absorbe la commune de Saint-Germier.

## Politique et administration

### Liste des maires

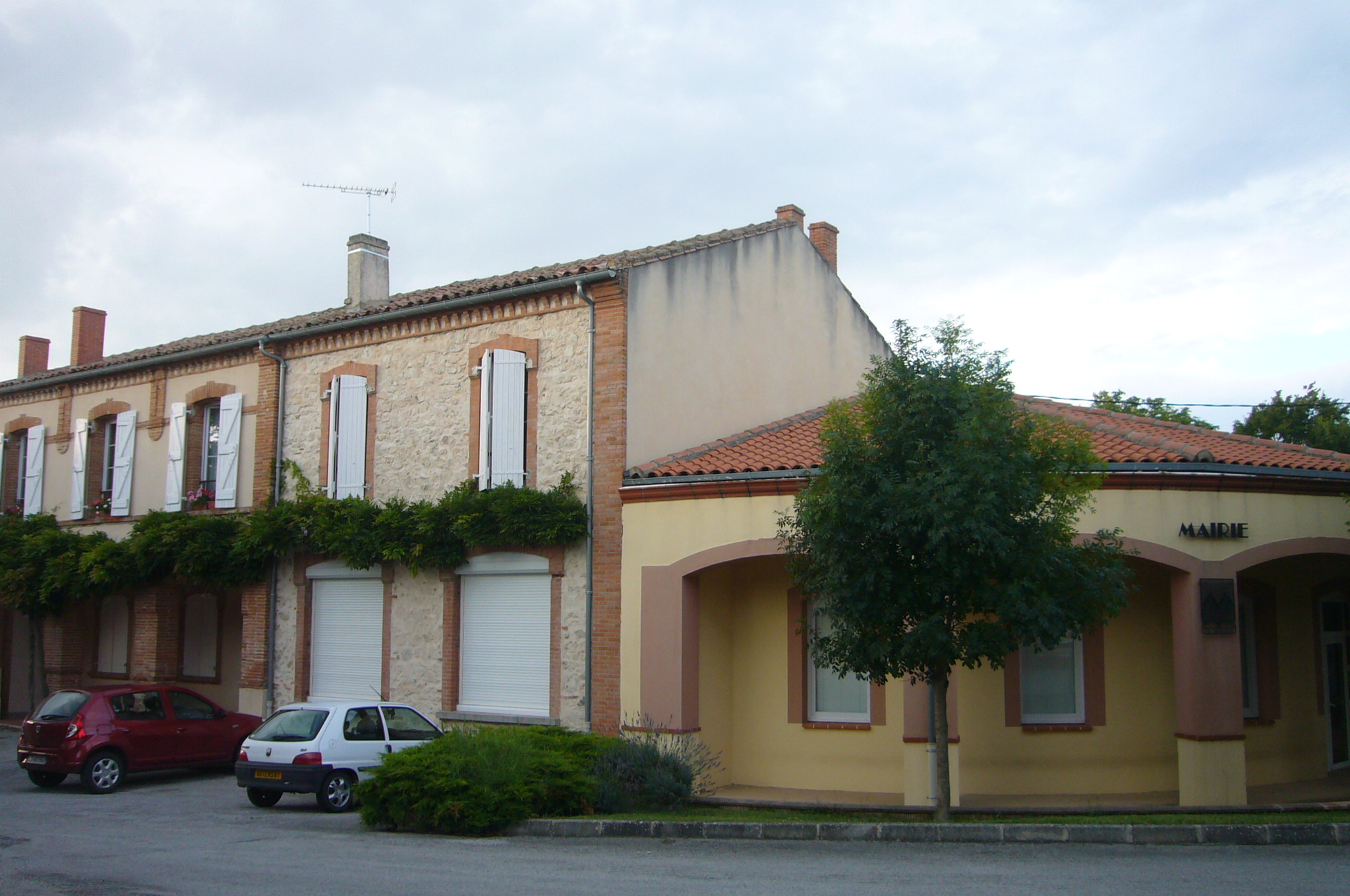
La mairie.

| Période   | Période   | Identité                        | Étiquette | Qualité     |
| --------- | --------- | ------------------------------- | --------- | ----------- |
| 1792      | 1796      | Jean-Jacques Bories             |           |             |
| 1796      | 1797      | Jacques Belaval                 |           |             |
| 1797      | 1808      | Jean-Jacques Bories             |           |             |
| 1808      | 1813      | Antoine Cols                    |           |             |
| 1813      | 1825      | Pierre Louis Martial Roux       |           |             |
| 1825      | 1830      | Joseph de Clauzade de Scalibert |           |             |
| 1830      | 1832      | Joseph Mathieu Bruguiere        |           |             |
| 1832      | 1836      | Jean Arnaud de Clauzade Riols   |           |             |
| 1836      | 1855      | Joseph Mathieu Bruguiere        |           |             |
| 1855      | 1860      | Clément Compayré                |           |             |
| 1860      | 1870      | Arnaud de Clauzade de Mazieux   |           |             |
| 1870      | 1872      | Jean Daniel Castelbon           |           |             |
| 1872      | 1878      | Léopold Auguste de Scalibert    |           |             |
| 1878      | 1904      | Émile Compayré                  |           |             |
| 1904      | 1908      | Émery Compayré                  |           |             |
| 1908      | 1912      | Arthur de Clauzade de Mazieux   |           |             |
| 1912      | 1914      | Pierre de Buchere de l'Epinois  |           |             |
| 1914      | 1919      | Jean-Marie Jouet                |           |             |
| 1919      | 1925      | Pierre de Buchere de l'Epinois  |           |             |
| 1925      | 1941      | Alphonse, Alcide, Daniel Rivals |           |             |
| 1941      | 1944      | Charles de Clauzade de Mazieux  |           |             |
| 1944      | 1964      | Alphonse, Alcide, Daniel Rivals |           |             |
| 1964      | 1983      | Elie Estival                    |           |             |
| 1983      | mars 2001 | Alaon Estival                   |           |             |
| mars 2001 | mars 2014 | Michel Fabriès                  |           | Agriculteur |
| mars 2014 | juin 2020 | Daniel Castagné                 |           |             |
| juin 2020 | En cours  | Francis Moulet                  |           |             |

## Population et société

### Démographie
| 1793 | 1800 | 1806 | 1821 | 1831  | 1836  | 1841  | 1846  | 1851  |
| ---- | ---- | ---- | ---- | ----- | ----- | ----- | ----- | ----- |
| 780  | 855  | 857  | 920  | 1 131 | 1 122 | 1 163 | 1 097 | 1 034 |

| 1856  | 1861  | 1866  | 1872 | 1876 | 1881 | 1886 | 1891 | 1896 |
| ----- | ----- | ----- | ---- | ---- | ---- | ---- | ---- | ---- |
| 1 013 | 1 002 | 1 002 | 996  | 943  | 925  | 903  | 869  | 865  |

| 1901 | 1906 | 1911 | 1921 | 1926 | 1931 | 1936 | 1946 | 1954 |
| ---- | ---- | ---- | ---- | ---- | ---- | ---- | ---- | ---- |
| 824  | 814  | 754  | 622  | 601  | 587  | 608  | 570  | 523  |

| 1962 | 1968 | 1975 | 1982 | 1990 | 1999 | 2006 | 2007 | 2012 |
| ---- | ---- | ---- | ---- | ---- | ---- | ---- | ---- | ---- |
| 519  | 442  | 373  | 359  | 330  | 338  | 345  | 346  | 393  |

| 2017 | 2022 | - | - | - | - | - | - | - |
| ---- | ---- | - | - | - | - | - | - | - |
| 372  | 382  | - | - | - | - | - | - | - |

Note : la population de Saint-Germier est recensée avec celle de Teyssode à partir de 1826.
| selon la population municipale des années : | 1968 | 1975 | 1982 | 1990 | 1999 | 2006 | 2009 | 2013 |
| Rang de la commune dans le département      | 116  | 113  | 141  | 155  | 155  | 156  | 162  | 160  |
| Nombre de communes du département           | 326  | 324  | 324  | 324  | 324  | 323  | 323  | 323  |

### Enseignement

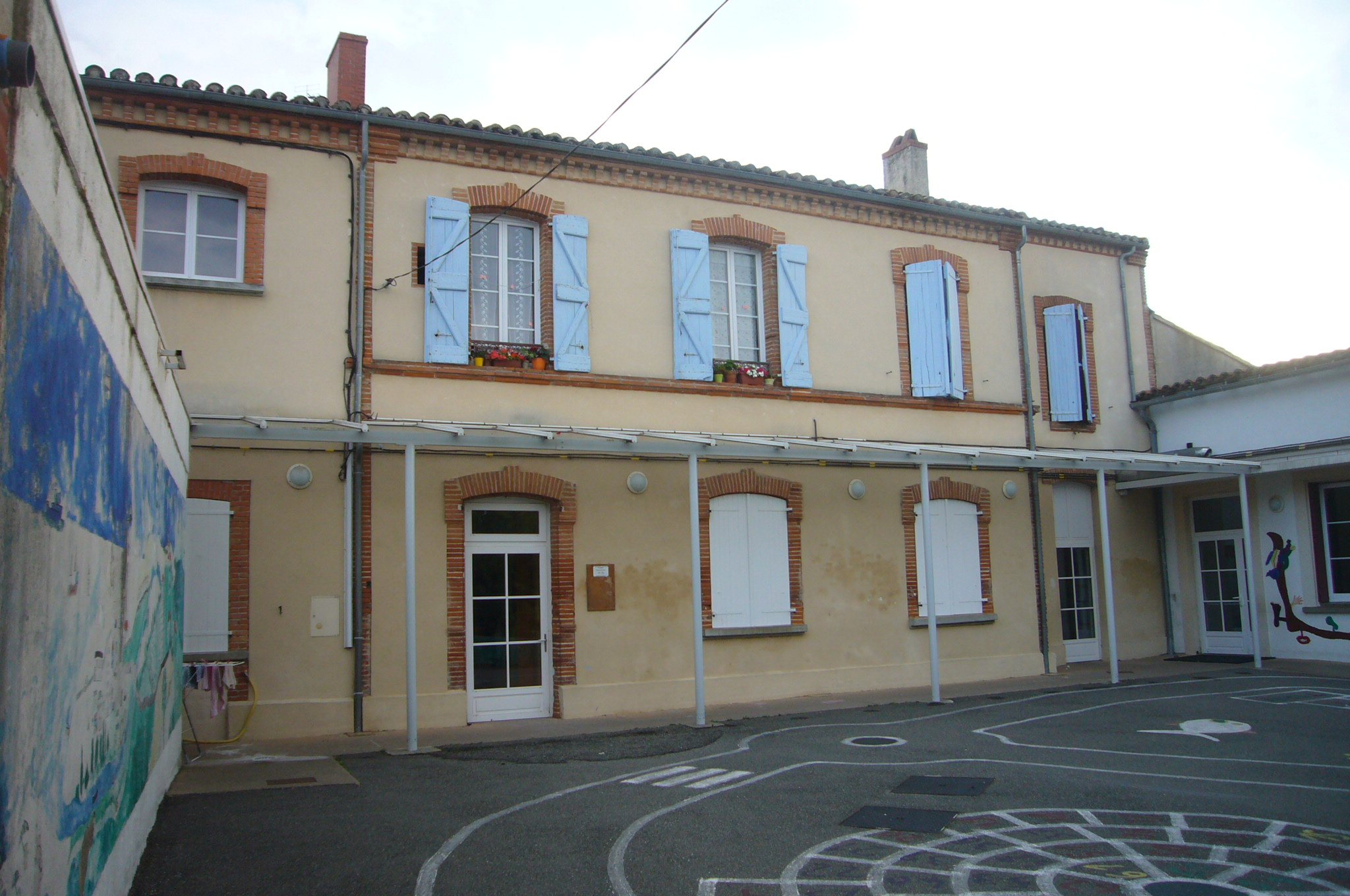
L'école de Teyssode.

La commune de Teyssode dispose sur son territoire d'une école primaire (maternelle et élémentaire) publique (49 élèves en 2013).

## Économie

### Revenus
En 2018, la commune compte 154 ménages fiscaux, regroupant 396 personnes. La médiane du revenu disponible par unité de consommation est de 21 940 € (20 400 € dans le département).

### Emploi
|                | 2008  | 2013  | 2018   |
| -------------- | ----- | ----- | ------ |
| Commune        | 7,2 % | 9,8 % | 10,7 % |
| Département    | 8,2 % | 9,9 % | 10 %   |
| France entière | 8,3 % | 10 %  | 10 %   |

En 2018, la population âgée de 15 à 64 ans s'élève à 224 personnes, parmi lesquelles on compte 71,9 % d'actifs (61,2 % ayant un emploi et 10,7 % de chômeurs) et 28,1 % d'inactifs,. En  2018, le taux de chômage communal (au sens du recensement) des 15-64 ans est supérieur à celui du département et de la France, alors qu'en 2008 la situation était inverse.
La commune est hors attraction des villes,. Elle compte 57 emplois en 2018, contre 70 en 2013 et 62 en 2008. Le nombre d'actifs ayant un emploi résidant dans la commune est de 144, soit un indicateur de concentration d'emploi de 39,8 % et un taux d'activité parmi les 15 ans ou plus de 54,9 %.
Sur ces 144 actifs de 15 ans ou plus ayant un emploi, 39 travaillent dans la commune, soit 27 % des habitants. Pour se rendre au travail, 86,8 % des habitants utilisent un véhicule personnel ou de fonction à quatre roues, 2,1 % les transports en commun, 2,7 % s'y rendent en deux-roues, à vélo ou à pied et 8,4 % n'ont pas besoin de transport (travail au domicile).

### Activités hors agriculture
30 établissements sont implantés  à Teyssode au 31 décembre 2019.
Le secteur des activités spécialisées, scientifiques et techniques et des activités de services administratifs et de soutien est prépondérant sur la commune puisqu'il représente 23,3 % du nombre total d'établissements de la commune (7 sur les 30 entreprises implantées  à Teyssode), contre 13,8 % au niveau départemental.

### Agriculture
La commune est dans le Lauragais tarnais, une petite région agricole située dans le sud-ouest du département du Tarn. En 2020, l'orientation technico-économique de l'agriculture  sur la commune est la culture de céréales et/ou d'oléoprotéagineuses. 
|               | 1988  | 2000  | 2010  | 2020  |
| ------------- | ----- | ----- | ----- | ----- |
| Exploitations | 39    | 30    | 25    | 20    |
| SAU (ha)      | 1 467 | 1 686 | 1 661 | 1 531 |

Le nombre d'exploitations agricoles en activité et ayant leur siège dans la commune est passé de 39 lors du recensement agricole de 1988  à 30 en 2000 puis à 25 en 2010 et enfin à 20 en 2020, soit une baisse de 49 % en 32 ans. Le même mouvement est observé à l'échelle du département qui a perdu pendant cette période 58 % de ses exploitations,. La surface agricole utilisée sur la commune a quant à elle augmenté, passant de 1 467 ha en 1988 à 1 531 ha en 2020. Parallèlement la surface agricole utilisée moyenne par exploitation a augmenté, passant de 38 à 77 ha.

## Culture locale et patrimoine

### Lieux et monuments
- Église Saint-Pierre de Teyssode[32] ;
- Église Saint-Germier de Teyssode[32] ;
- Chapelle du château Scalibert
- Souterrain de la Beauthe Haute, du XIIe siècle[47].

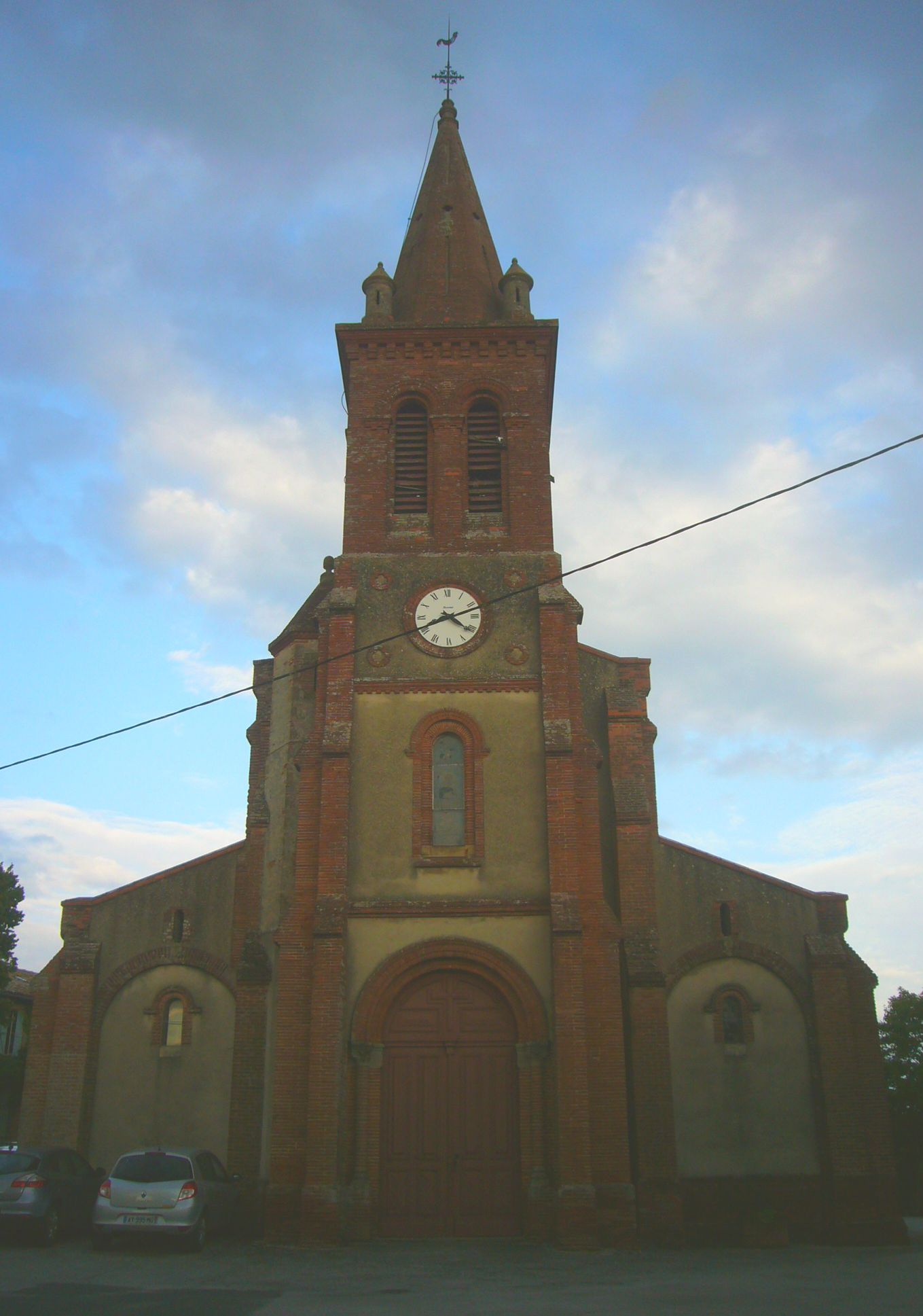
L'église Saint-Pierre.
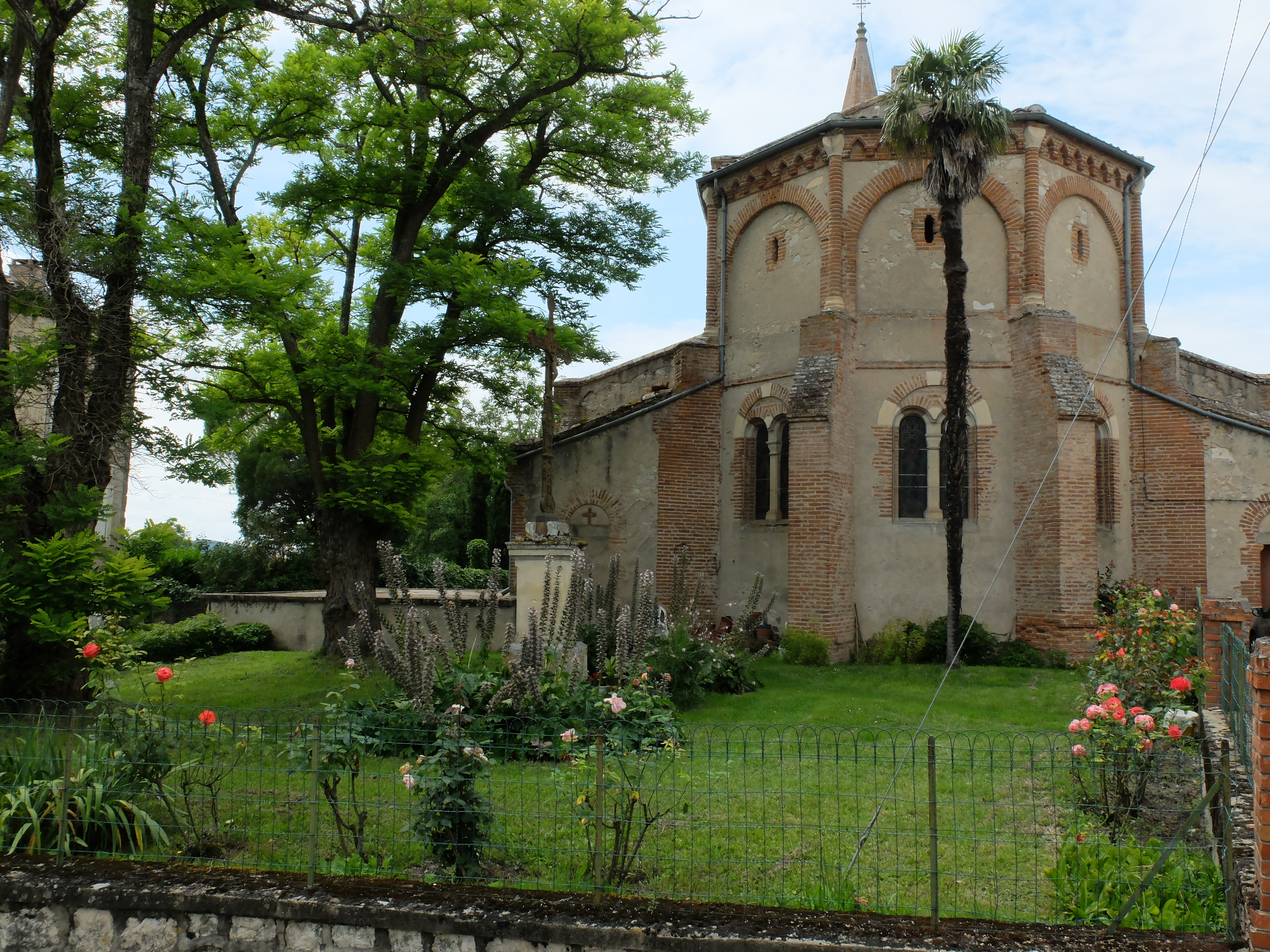
Arrière de l'église Saint-Pierre.
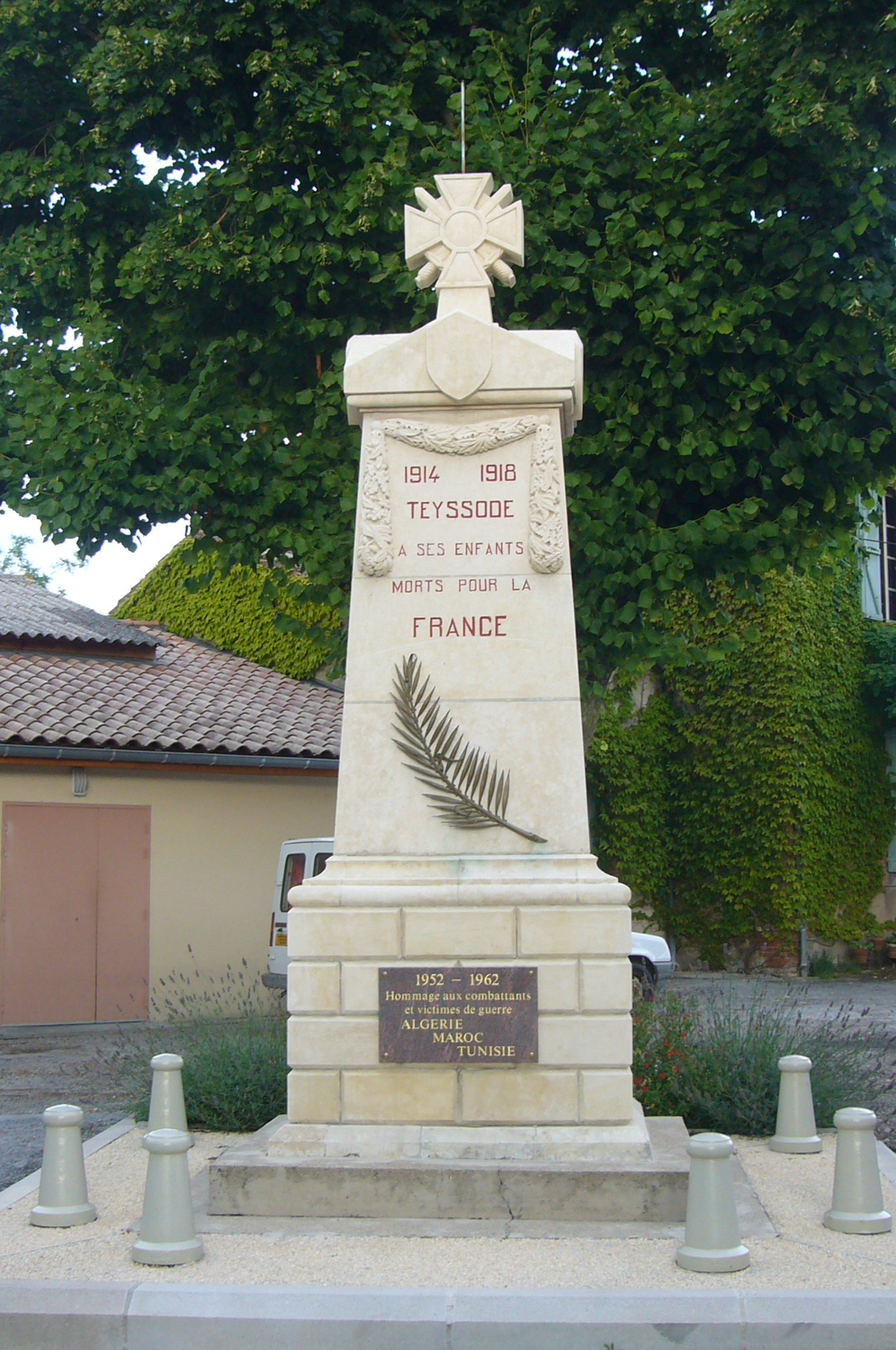
Le monument aux morts.

### Personnalités liées à la commune
- Émile Compayré (1851-1922) : député du Tarn, maire de la commune de 1878 à 1904.

### Héraldique
| Teyssode | Son blasonnement est : Coupé émanché de 2 pièces de sinople et d'or. |